# Mršići
Mršići (cyr. Мршићи) – wieś w Bośni i Hercegowinie, w Republice Serbskiej, w gminie Vlasenica. W 2013 roku liczyła 68 mieszkańców.